# Javier Camuñas Gallego
Javier Camuñas Gallego, conocido como Camuñas (Parla, 17 de julio de 1980) es un exfutbolista español que jugaba de mediapunta y de extremo (normalmente por la izquierda). Su último club fue el Real Club Deportivo de La Coruña tras estar cedido por el Villarreal Club de Fútbol. Se retiró en 2013.

## Clubes
| Club                             | País   | Año        | Partidos (Liga) | Goles (Liga) |
| -------------------------------- | ------ | ---------- | --------------- | ------------ |
| Club Atlético de Pinto           | España | 1999-2000  | 33              | 4            |
| Rayo Vallecano B                 | España | 2000-2001  |                 |              |
| Getafe CF                        | España | 2001-2002  | 37              | 8            |
| Rayo Vallecano de Madrid         | España | 2002-2003  | 16              | 0            |
| CF Ciudad de Murcia              | España | 2003-2004  | 40              | 9            |
| Xerez CD                         | España | 2004-2007  | 95              | 21           |
| Real Club Recreativo de Huelva   | España | 2007-2009  | 71              | 15           |
| Club Atlético Osasuna            | España | 2009-2011  | 67              | 7            |
| Villareal CF                     | España | 2011- 2012 | 27              | 1            |
| Real Club Deportivo de La Coruña | España | 2012- 2013 | 29              | 1            |

- Datos: Q460218